# Alcippe de Kloss
Schoeniparus klossi
Espèce
Statut de conservation UICN

LC : Préoccupation mineure
L’Alcippe de Kloss (Schoeniparus klossi) est une espèce de passereaux de la famille des Pellorneidae.

## Répartition
Cet oiseau est endémique du plateau du Lang Bian (en) : dans le Sud du Viêt Nam, dans les provinces Lâm Đồng et de Kon Tum.

## Classification
Le nom valide complet (avec auteur) de ce taxon est Schoeniparus klossi (Delacour & Jabouille, 1931).
L'espèce a été initialement classée dans le genre Alcippe sous le protonyme Alcippe castaneiceps klossi Delacour & Jabouille, 1931.
Ce taxon porte en français les noms vernaculaires ou normalisés suivants : Alcippe de Kloss et Pseudominla de Kloss.
Schoeniparus klossi a pour synonyme :
- Alcippe castaneiceps klossi Delacour & Jabouille, 1931
- Alcippe klossi Delacour & Jabouille, 1931

### Étymologie
Son épithète spécifique, klossi, lui a été donnée en l'honneur du zoologiste britannique Cecil Boden Kloss (1877-1949).